# Chondrocarpus reticulosus
Chondrocarpus reticulosus is een eenoogkreeftjessoort uit de familie van de Philoblennidae. De wetenschappelijke naam van de soort is voor het eerst geldig gepubliceerd in 1903 door Bassett-Smith.